# 宮西尚生
宮西 尚生（みやにし なおき、1985年6月2日 - ）は、兵庫県尼崎市出身のプロ野球選手（投手）。左投左打。北海道日本ハムファイターズ所属。
公式戦における通算ホールド・通算ホールドポイントのNPB記録保持者で「両部門における世界プロ野球記録の保持者」ともされている。また、最優秀中継ぎ投手のタイトルを通算で3回獲得。この回数も、最優秀中継ぎ投手部門では歴代最多タイ記録（いずれも2023年シーズン終了時点）。
大野奨太とは、日本ハムで一時バッテリーを組んでいたほか「互いの妻が実の姉妹」という義兄弟の関係にある。

## 経歴

### プロ入り前
小学1年時から野球を始める。中学校時代に所属したボーイズリーグの尼崎ボーイズでは、南大阪大会での優勝を経験した。尼崎市立尼崎高校への進学後は、1年先輩で同じ左腕投手の金刃憲人と共に注目されるが、全国大会には縁がなかった。
高校卒業後に地元の関西学院大学商学部へ進学。1年先輩に清水誉、同期に荻野貴司、1学年後輩に岸敬祐がいる。関西学生野球のリーグ戦では、1年次の秋季からベンチ入り。2年の春季のリーグ戦では、先発とリリーフで併用されながら、48回1/3連続無失点のリーグ記録を達成。在学中には、リーグ戦通算46試合に登板。19勝13敗、防御率1.58、291奪三振という成績を残した。
大学3年時からは、球速を上げようとして投球フォームを崩したため、成績は伸び悩んだ。その一方で、第16回IBAFインターコンチネンタルカップや北京プレオリンピック野球日本代表などで、日本代表に4度選出。4年生だった2007年のNPB大学生・社会人ドラフト会議で、北海道日本ハムファイターズから3巡目指名を受け、契約金7000万円、年俸1000万円（年俸は推定）という条件で入団した。宮西自身は後年、「大学3年時から思うような成績を残せず、落ち目のところで山田正雄GMに拾ってもらった。感謝しかない」と述べている。背番号は同年限りで現役を引退した立石尚行が着用していた25となった。

### 日本ハム時代

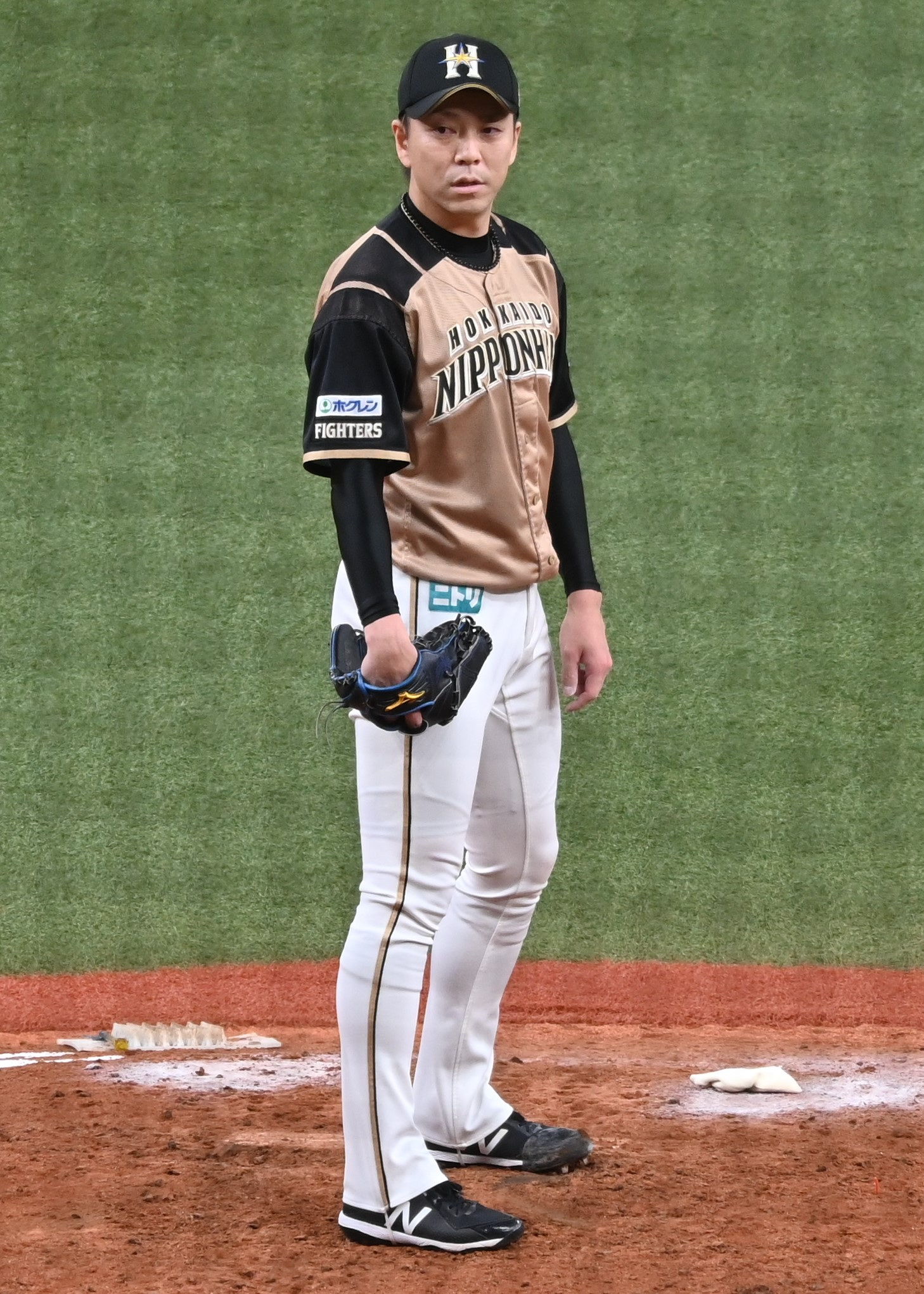
2021年10月7日 京セラドーム大阪

2008年は開幕を一軍で迎え、3月25日の埼玉西武ライオンズ戦でプロ初登板を果たし、1回1安打1死球2奪三振無失点に抑えた。4月4日のオリックス・バファローズ戦でプロ初ホールド、5月11日の福岡ソフトバンクホークス戦ではプロ初勝利を記録。7月に入ってからの6登板では2敗を喫し、計3回2/3を9失点と大きく調子を落としたが、左のリリーフが手薄なチーム事情もあり、一軍登板を重ねた。シーズン終盤に再び防御率が悪化したものの、ルーキーイヤーはシーズンを通して一軍に帯同し、50試合の登板で2勝4敗8ホールド・防御率4.37を記録。ポストシーズンでは、西武とのCSファイナルステージで2試合に登板した。オフに倍増となる推定年俸2000万円で契約を更改した。
2009年も開幕一軍入りを果たした。8月16日の西武戦では延長10回表を無失点に抑えると、直後にチームがサヨナラ勝ちを収めて勝利投手。開幕から41試合の登板で6勝0敗8ホールド・防御率1.78を記録していたが、同18日に出場選手登録を抹消され、新型インフルエンザに感染したことが球団から発表された。8月28日に一軍復帰すると、同日のソフトバンク戦で1点リードの6回表、二死一・二塁という場面から登板し、イニング跨ぎで1回1/3を3奪三振のパーフェクトリリーフ。先発の藤井秀悟が4回1/3で降板しており、公認野球規則9.17(b)の原注に基づいて宮西が勝利投手となり、開幕から無傷の7連勝を記録した。復帰後はシーズン終了までブルペンの一角を担い、この年はチーム最多タイの58試合の登板で7勝2敗13ホールド・防御率2.89を記録し、チームのリーグ優勝に貢献。ポストシーズンでは、東北楽天ゴールデンイーグルスとのCSファイナルステージで1試合に登板すると、読売ジャイアンツとの日本シリーズでは初戦から4連投。ただ、第5戦では左肩に違和感を覚え、大事を取って登板回避となり、その後の登板機会は無かった。11月25日の契約更改交渉では、希望の倍増以上に届かず保留。12月3日に2度目の契約更改交渉が行われ、前回と同じ提示額である1800万円増の推定年俸3800万円でサインした。
2010年は3年連続で開幕一軍入り。5月19日の巨人戦では2点リードの9回表を任され、1回1死球1奪三振無失点に抑えてプロ初セーブを挙げた。セットアッパーとして開幕から48試合に登板し、2勝1敗18ホールド1セーブ・防御率1.33を記録していたが、8月21日に登録抹消。眼科を受診してウイルス性結膜炎と診断され、伝染性があるため医師からは隔離療養の指導を受けた。同31日に一軍復帰して以降は再びセットアッパーを務め、この年はチーム最多の61試合に登板。2勝1敗23ホールド1セーブ・防御率1.70と好成績を収め、オフに3000万円増となる推定年俸6800万円で契約を更改した。
2011年は東日本大震災の影響で開幕が4月12日に延期となり、開幕は一軍で迎えたが、被弾で敗戦投手となる登板が目立ち、開幕から10試合の登板で0勝2敗4ホールド・防御率3.72と安定感をやや欠いた。5月8日のソフトバンク戦から7月1日の西武戦にかけては13試合連続無失点を記録するなど、その後は復調してシーズンを通してブルペンの一角を担ったものの、榊原諒・増井浩俊・武田久の勝ちパターンが確立されていたこともあり、前年と比べてホールド機会が減少。ただ、この年もチーム最多の61試合に登板し、1勝2敗14ホールド・防御率2.21を記録した。オフに2200万円増となる推定年俸9000万円で契約を更改した。
2012年は5年連続で開幕一軍入りを果たすと、榊原諒が右肩痛で出遅れたこともあり、セットアッパーに定着した。大車輪の活躍を見せた一方、登板過多のきらいもあり、9月13日の千葉ロッテマリーンズ戦では右膝を痛め、1/3回を2安打2四死球3失点で降板。シーズン終盤は失点がやや目立ったものの、離脱することなくシーズンを完走した。この年は自己最多の66試合に登板し、2勝2敗39ホールド・防御率2.25と好成績を収め、チームのリーグ優勝に貢献。ポストシーズンでは、巨人との日本シリーズで4試合に登板した。オフに3000万円増となる推定年俸1億2000万円で契約を更改した。
2013年も開幕を一軍で迎えたが、左肩痛の影響で本調子ではなく、開幕から11試合の登板で0勝0敗2ホールド・防御率5.91と不安定な投球が続いた。ただ、その後は復調して13試合連続無失点を記録。さらには7月4日のソフトバンク戦から9月11日のオリックス戦にかけては25試合連続無失点、8月23日のオリックス戦から9月30日のロッテ戦にかけては12試合連続ホールドを記録した。この年は57試合に登板し、3勝1敗30ホールド・防御率1.74と好成績を収め、オフに2000万円増となる推定年俸1億4000万円で契約を更改した。
2014年は7年連続で開幕一軍入りを果たし、8月19日には国内FA権を取得。8月終了時点で56試合に登板し、1勝5敗36ホールド・防御率2.35とフル回転していたものの、9月3日に左肘の炎症で出場選手登録を抹消された。9月13日に一軍復帰を果たしたが、同29日の西武戦では左すねの痛みを訴えて途中降板し、翌30日に登録抹消。そのままレギュラーシーズンを終えたものの、この年は62試合の登板で1勝5敗41ホールド・防御率2.16と好成績を収めた。左すねは内側を疲労骨折していたが、ポストシーズンで一軍復帰し、CSではオリックスとのファーストステージに2試合、ソフトバンクとのファイナルステージに1試合登板した。オフに国内FA権の行使を熟考していたが、11月8日に権利を行使せず残留することを発表。球団とは複数年契約を締結し、推定年俸1億8000万円プラス出来高2000万円でサインした。また、11月22日に開催されたファンフェスティバルでは、栗山英樹監督から宮西のキャプテン就任が発表された。
2015年は3月上旬に左肘痛を発症し、左肘には血や水が溜まっており、「左肘の神経に遊離軟骨が当たっていた。数値的には分からないけど、左手の握力は完全に弱くなって、全然力が入らなかった。毎試合後に血や水を抜く生活が2か月は続いていましたね。普段の私生活から痛かった」という状態であった。ただ、FA移籍を考えながらも残留し、キャプテンに指名された責任感から「我慢できるんで1年間投げさせてください」と無理を承知で栗山英樹監督と球団に嘆願し、8年連続で開幕一軍入り。救援失敗も目立ったが、前半戦終了時点で31試合に登板し、1勝2敗18ホールド・防御率2.84を記録すると、監督推薦でオールスターに初選出され、球宴第1戦に5番手として登板した。9月22日にシーズン50試合目の登板を果たすと、翌23日に登録抹消。ロッテとのCSファーストステージではベンチ入りしたが、登板機会は無かった。この年のレギュラーシーズンでは50試合に登板し、3勝3敗25ホールド・防御率2.70を記録。10月20日（CS敗退から8日後）に左肘のクリーニング手術と神経移行術を受け、実戦復帰まで約5か月の見通しであることが発表された。12月4日には契約更改交渉を行い、1000万円増となる推定年俸1億9000万円プラス出来高払いでサイン。同21日に自宅付近で転倒し、右手の第5中手骨を骨折した。なお、この年務めたキャプテンについては、栗山監督が「宮西の責任感の強さを考えた時、手術した左肘をしっかり治し、開幕に向けて集中してもらうことがチームのためだと（交代を）判断しました」と話し、翌年は大野奨太が務めることとなった。
2016年は3月17日の二軍戦で手術からの実戦復帰を果たし、その後はオープン戦にも登板したが、プロ入り後初めて開幕を二軍で迎えた。4月8日に出場選手登録され、翌9日の楽天戦でシーズン初登板となったが、打者3人に対して1安打1四球で降板すると、後を受けた高梨裕稔が走者を還し、1/3回を2失点であった。ただ、その後は前半戦終了まで無失点投球を続け、29試合連続無失点を記録。8月23日のロッテ戦では守護神マーティンの休養を受け、3点リードの9回裏に登板し、無失点に抑えて6年ぶりのセーブを挙げた。9月に入ってマーティンが左足首捻挫で離脱し、宮西も9月24日の楽天戦で右足首を痛めたが、チームがマジック3で迎えた同26日のオリックス戦でも抑えを務め、1点差を守り抜いてセーブを記録。この年はセットアッパーとしてフル回転し、58試合の登板で3勝1敗39ホールド2セーブ・防御率1.52と好成績を収め、チーム4年ぶりのリーグ優勝に貢献。また、42ホールドポイントで自身初タイトルとなる最優秀中継ぎ投手に輝いた。ポストシーズンでもセットアッパーを務め、広島東洋カープとの日本シリーズ第4戦ではセーブも挙げるなど、チーム10年ぶりの日本一にも貢献した。シーズン終了後には日本代表強化試合（詳細後述）に出場。オフに1000万円増となる推定年俸2億円で契約を更改した。
2017年はWBCへの出場（詳細後述）を経て、2年ぶりに開幕一軍入りを果たしたが、4月は複数失点を3度記録するなど、8試合の登板で防御率8.10と振るわなかった。5月以降は持ち直し、シーズンを通して一軍に帯同したものの、役割を果たせない登板や敗戦投手となる試合が少なくなく、チームの低迷もあって前年比でホールド数は減少。この年は51試合に登板し、4勝5敗25ホールド・防御率3.32という成績であった。オフには、前年に取得していた海外FA権を行使してのMLB挑戦も視野に入れていたが、11月8日に権利を行使せず残留することを発表。球団とは単年契約を締結し、5000万円減となる推定年俸1億5000万円プラス出来高払いでサインした。
2018年も開幕一軍入り。4月8日のロッテ戦では背中の張りを訴えて緊急降板、6月上旬には体調不良があったが、いずれも長期離脱には至らず、6月24日終了時点で25試合に登板し、2勝0敗15ホールド・防御率1.93と好成績を収め、翌25日にファン投票で自身3年ぶり2度目となるオールスターに選出された。7月6日のロッテ戦でホールドを記録し、山口鉄也が保持していた通算ホールド数のNPB記録（273ホールド）を更新。9月27日のオリックス戦でもホールドを記録し、山口が保持していた通算ホールドポイント数のNPB記録（324ホールドポイント）を更新した。この年は55試合に登板し、4勝3敗37ホールド・防御率1.80と好成績を収め、チーム2年ぶりのCS進出に貢献。また、41ホールドポイントで自身2年ぶり2度目となる最優秀中継ぎ投手に輝いた。ポストシーズンでは、ソフトバンクとのCSファーストステージに1試合登板した。シーズン終了後の11月5日に左肘骨棘滑膜切除の手術を受け、全治3〜4か月の見通しであることが発表された。前年に続いて海外FA権の行使を視野に入れていたが、11月9日に権利を行使せず残留することを発表。球団とは出来高払いを含めた最大総額5億円の2年契約を締結し、5000万円増となる推定年俸2億円プラス出来高払いでサインした。
2019年は3月10日のオープン戦で手術からの実戦復帰を果たし、3年連続で開幕一軍入りを果たした。本人は「今年の肘の状態は最悪で、思ったよりもきつかったですね」と振り返り、左肘の状態から登板間隔を配慮されたシーズンであったが、6月23日終了時点で28試合に登板し、1勝1敗23ホールド・防御率1.88と好成績を収め、翌24日にファン投票で2年連続3度目となるオールスターに選出。球宴第1戦に3番手として登板した。この年は55試合の登板で自己最多の43ホールド、1勝2敗・防御率1.71と好成績を収め、44ホールドポイントで2年連続3度目となる最優秀中継ぎ投手に輝いた。オフに現状維持となる推定年俸2億円プラス出来高払いで契約を更改した。
2020年は新型コロナウイルスの影響で120試合制の短縮シーズンとなり、開幕も6月19日に延期されたが、開幕を一軍で迎え、秋吉亮・玉井大翔と共に勝ちパターンを担った。ただ、守護神の秋吉が8月以降は不安定な投球が続き、9月3日に登録抹消。前年は60試合に登板し、クローザー経験もあった石川直也はトミー・ジョン手術を受けて長期離脱というチーム事情からクローザーへ転向し、9月14日の楽天戦で4年ぶりのセーブを挙げた。転向当初は失点が目立ったものの、9月22日の西武戦以降は14試合連続無失点でシーズンを終え、この年は50試合の登板で2勝1敗21ホールド8セーブ・防御率2.05を記録。オフには、出来高払いを含めた最大総額6億円の2年契約を新たに締結し、5000万円増となる推定年俸2億5000万円プラス出来高払いでサインした。
2021年は5年連続で開幕一軍入りを果たしたが、開幕からの9登板のうち、3試合で3失点を喫するなど、1勝2敗5ホールド・防御率10.57と振るわず、4月26日に出場選手登録を抹消された。5月14日に再登録され、前半戦終了時点では被BABIP.391と不運もあり、24試合の登板で防御率5.82という成績であった。東京オリンピックによる中断期間を経て、後半戦の開幕も一軍で迎えると、後半戦は被BABIP.259と運の揺り戻しもあり、26試合の登板で防御率1.59を記録。この年は50試合の登板で1勝2敗15ホールド・防御率3.65という成績であった。オフに現状維持となる推定年俸2億5000万円で契約を更改した。
2022年は3月6日のオープン戦でオープナーとしてプロ入り後初の先発登板を経験した。レギュラーシーズンではリリーフとして開幕を一軍で迎えたが、3,4月は10試合の登板で防御率6.75。5月は10試合の登板で防御率3.12と持ち直したものの、6月1日に出場選手登録を抹消され、新庄剛志監督からは「スライダーの曲がりがちょっと早い。もっともっと、彼がやってきた打者寄りでクッと曲がる変化球をBOSS組（二軍）でもう1回、やってもらいたい」と無期限の二軍再調整を告げられた。6月7日の二軍戦では左腕に打球が直撃して緊急降板したが、アナリストとの会話でスライダーが良くない原因に気付き、腫れが残る中でも志願して同9日の二軍戦に登板するなど、精力的に調整を進めた。7月29日に特例2022の代替指名選手として出場選手登録されたが、8月10日に登録抹消。近年は左肘に水が溜まることでコンディションを整えることが難しくなっており、抹消後に手術を決断し、球団に「もう1回勝負させてほしい」と手術をして再出発したい旨を願い出ると、「今まで頑張ってくれたから、自分の思うようにやりなさい」と快諾され、9月6日に左肘のクリーニング手術を受けた。残りのシーズンはリハビリに費やし、この年は0勝3敗7ホールド1セーブ・防御率5.66。プロ入り後最少となる24試合の登板にとどまり、自身が持つパ・リーグ記録「連続シーズン50登板以上」「新人からの連続シーズン50登板以上」が共に14年連続で途切れた。オフの契約更改交渉では、減額制限（40%）を大幅に超える2億円減（80%減）となる推定年俸5000万円プラス出来高払いでサイン。契約更改後の会見では、現役引退を考えながらも「新球場で野球をしている姿が見たい」という愛息の言葉に一念発起したことを明かした。
2023年は2月18日の練習試合で手術からの実戦復帰を果たし、7年連続で開幕一軍入り。4月7日のオリックス戦でシーズン初失点を喫して以降は無失点投球を続け、5月20日のオリックス戦で五十嵐亮太が保持していた「プロ初登板からの連続救援登板」のNPB記録（823試合）を更新した。この試合を含めて18試合連続無失点を記録するなど、交流戦終了時点では24試合に登板して防御率1.40を記録。ただ、本人が「どこまで持つかな…と思いながら始まった。僕の中では想像どおりというか、よく7月くらいまで（一軍に）おったな」と話したように、春季キャンプから全力で飛ばしていたこともあって徐々に失速し、7月23日に出場選手登録を抹消された。9月28日に再登録されるも登板機会はなく、翌29日に登録抹消。この年は31試合に登板し、1勝3敗13ホールド1セーブ・防御率2.66という成績であり、オフに現状維持となる推定年俸5000万円プラス出来高払いで契約を更改した。
2024年は8年ぶりに開幕を二軍で迎え、イースタン・リーグでは12試合の登板で防御率1.59を記録し、6月18日に出場選手登録された。前半戦終了時点では9試合の登板で0勝0敗3ホールド・防御率1.42という成績であったが、6月26日の西武戦から17試合連続無失点と好投を続け、後半戦はホールド機会が増加。登録抹消されることなくレギュラーシーズンを終え、この年は30試合の登板で0勝1敗19ホールド・防御率2.10を記録した。ロッテとのCSファーストステージ第3戦でCS初セーブを挙げるなど、ポストシーズンでは計3試合に登板。オフに1500万円増となる推定年俸6500万円で契約を更改した。
2025年は2年連続で開幕一軍入りを果たした。4月終了時点では7試合の登板で0勝0敗2ホールド・防御率3.00という成績であったが、5月4日の西武戦では2点リードの7回表、二死二塁で代打・平沼翔太を迎えた場面で登板し、中飛に打ち取ってホールドを記録すると、その後は火消しでの起用が増加。5月15日のオリックス戦でも0-0の7回表、二死三塁で西川龍馬を迎えた場面で登板して二ゴロに打ち取り、岩瀬仁紀が保持していた連続救援登板のNPB記録（879試合）を更新した。

## 代表経歴

### 第4回WBC
2016年10月18日に侍ジャパン強化試合の出場選手に選出され、2試合に登板した。
同年12月20日に前倒しで発表された第4回WBCの日本代表一部メンバー（18名）に選出され、2017年1月28日に発表された全メンバー28名にも名を連ねた。同大会では4試合の登板で防御率0.00と結果を残した。

## 選手としての特徴
スリークォーターから投じるキレのあるストレートとスライダーで打者を打ち取るサウスポー。シンカーも投じるが、2019年シーズンの投球割合はストレートが52.5%でスライダーが46.6%とほぼ2球種で抑えている。ストレートの最速はアマチュア時代に147km/h、プロ入り後は148km/hを計測している。
左肘外側に遊離軟骨ができやすい体質である。また、2019年シーズンあたりから「投げるたびに（左肘に）水がたまって注射で抜かないといけなかった」と左肘に水が溜まることでコンディションを整えることが難しくなっており、プロ入り後は左肘の手術を3度受けている。2018年シーズン終了後に受けた2度目の手術では、左肘内側の側副靱帯が手術を要するほど伸び切っていたにもかかわらず、普通に投げられるほど靱帯の伸縮性が保たれていることが事前の診察で判明。このように靱帯の柔軟性が非常に高いため、投球の際には左肘が外側に倒れる傾向が見られる。
投球フォームについては、大学3,4年時に球種の増加や球速を求めてオーバースローになっていたが、「（腕の位置が）上になっていって、調子を崩していたんです」としっくりきていなかった。プロ1年目の春季キャンプにて、大学2年時の宮西を見ていた山田正雄GMからの「フォームを元に戻してくれ」という一言をきっかけに投球フォームを修正し、スリークォーター左腕としてキャリアをスタート。本人が「ここでしか投げられないというポイントを作らない。横の角度をつけたいときは手を下げてサイド。力を入れて投げたいときは上にするなど、相手打者とのタイミングをズラすために腕の角度を変えています」と話したようにフォームを固めないことで活躍を続けたが、2019～2020年のフォームが非常に良かったことで「このフォームが完成形なんだ。ならこれをやり続ければいいんだ」と思ってしまい、同じフォームを求めた結果、2021年シーズン前半は苦しんだ。また、左肘に痛みが出る場合も投げ方を変えていたが、2022年シーズンの春先では左肘をかばって投げているうちに自分の投球を見失ったという。
2023年からチェンジアップを投げ始めており、翌2024年春季キャンプでは投手コーチの金子千尋の助言を受け改良した。

## 人物
愛称は「ミヤ」、「みゃー様」など。
日本ハム入団後の2011年11月に、札幌市在住の女性と結婚。2012年7月長男誕生。2015年7月次男誕生。2015年5月のインタビューで、当時2歳長男が野球を始めており「長男と家でキャッチボールをする時、速い球を投げる」と子煩悩を発揮する一方、特に野球をやらせようとは思っておらず、将来は手堅くサラリーマンがいいと話している。
兵庫県出身者ながら日本ハムや本拠地・北海道への愛着が強く、入団後の2014年から国内FA権と海外FA権を相次いで取得しても、一切行使せずにチームへ残留している。国内FA権を最初に取得した後で、この権利を行使しない意向を記者会見で表明した際には、「『新たな環境でゼロから始めた方が良いのではないか?』と思うほど悩みながら（自分の野球人生の）『原点』を改めて考えたところ、大学2年生の時点で周囲から高い評価を受けていたにもかかわらず、3・4年の時に実戦で結果が残せなかった自分を指名してくれたファイターズへの感謝の気持ちこそが『原点』であることに気付いた。関西育ちで関西が大好きだったが、気が付けば北海道へ戻るたびに『あ～帰ってきたな』と思うようになるほど、北海道はもはや『第二の故郷』になっている。それだけに、『北海道を代表するこのチームで、活躍を続けられたらいいな』と思う」と語っている。
武田勝とは2005年IBAFワールドカップで日本代表のチームメイトだったのが出会い。慣れない海外、当時大学生は宮西1人だけでストレスだらけだった時に優しく接したのが武田だった。その後日本ハムでも引き続き仲が良いチームメイトになり、2016年武田が引退する時には「俺のために優勝しろ」という言葉に応えて、「11年間お疲れさまでした。みんなで勝さんのために優勝してやったぞ！」という言葉を自分が率先して横断幕を作るほどいれこんだ。この言葉はTシャツ化の上11月18日から発売開始。ちなみに武田は、2020年から2022年にかけて日本ハムの一軍投手コーチとして宮西を指導していた。

## 詳細情報

### 年度別投手成績
| 年 度      | 球 団      | 登 板 | 先 発 | 完 投 | 完 封 | 無 四 球 | 勝 利 | 敗 戦 | セ 丨 ブ | ホ 丨 ル ド | 勝 率 | 打 者 | 投 球 回 | 被 安 打 | 被 本 塁 打 | 与 四 球 | 敬 遠 | 与 死 球 | 奪 三 振 | 暴 投 | ボ 丨 ク | 失 点 | 自 責 点 | 防 御 率 | W H I P |
| ---------- | ---------- | ----- | ----- | ----- | ----- | -------- | ----- | ----- | -------- | ----------- | ----- | ----- | -------- | -------- | ----------- | -------- | ----- | -------- | -------- | ----- | -------- | ----- | -------- | -------- | ------- |
| 2008       | 日本ハム   | 50    | 0     | 0     | 0     | 0        | 2     | 4     | 0        | 8           | .333  | 198   | 45.1     | 47       | 5           | 15       | 1     | 2        | 25       | 2     | 1        | 24    | 22       | 4.37     | 1.37    |
| 2009       | 日本ハム   | 58    | 0     | 0     | 0     | 0        | 7     | 2     | 0        | 13          | .778  | 189   | 46.2     | 39       | 6           | 15       | 3     | 1        | 55       | 0     | 0        | 15    | 15       | 2.89     | 1.16    |
| 2010       | 日本ハム   | 61    | 0     | 0     | 0     | 0        | 2     | 1     | 1        | 23          | .667  | 181   | 47.2     | 29       | 1           | 9        | 0     | 4        | 49       | 0     | 0        | 9     | 9        | 1.70     | 0.80    |
| 2011       | 日本ハム   | 61    | 0     | 0     | 0     | 0        | 1     | 2     | 0        | 14          | .333  | 218   | 53.0     | 38       | 3           | 14       | 2     | 8        | 56       | 2     | 0        | 15    | 13       | 2.21     | 0.98    |
| 2012       | 日本ハム   | 66    | 0     | 0     | 0     | 0        | 2     | 2     | 0        | 39          | .500  | 244   | 60.0     | 51       | 4           | 14       | 1     | 4        | 56       | 0     | 0        | 18    | 15       | 2.25     | 1.08    |
| 2013       | 日本ハム   | 57    | 0     | 0     | 0     | 0        | 3     | 1     | 0        | 30          | .750  | 197   | 46.2     | 40       | 1           | 16       | 3     | 2        | 39       | 1     | 0        | 12    | 9        | 1.74     | 1.20    |
| 2014       | 日本ハム   | 62    | 0     | 0     | 0     | 0        | 1     | 5     | 0        | 41          | .167  | 218   | 50.0     | 47       | 2           | 23       | 4     | 4        | 46       | 0     | 0        | 14    | 12       | 2.16     | 1.40    |
| 2015       | 日本ハム   | 50    | 0     | 0     | 0     | 0        | 3     | 3     | 0        | 25          | .500  | 163   | 40.0     | 29       | 4           | 11       | 1     | 1        | 30       | 1     | 0        | 19    | 12       | 2.70     | 1.00    |
| 2016       | 日本ハム   | 58    | 0     | 0     | 0     | 0        | 3     | 1     | 2        | 39          | .750  | 190   | 47.1     | 28       | 0           | 22       | 1     | 5        | 36       | 1     | 0        | 11    | 8        | 1.52     | 1.06    |
| 2017       | 日本ハム   | 51    | 0     | 0     | 0     | 0        | 4     | 5     | 0        | 25          | .444  | 164   | 40.2     | 34       | 3           | 12       | 0     | 0        | 24       | 2     | 0        | 19    | 15       | 3.32     | 1.13    |
| 2018       | 日本ハム   | 55    | 0     | 0     | 0     | 0        | 4     | 3     | 0        | 37          | .571  | 186   | 45.0     | 29       | 1           | 20       | 3     | 5        | 39       | 0     | 0        | 11    | 9        | 1.80     | 1.09    |
| 2019       | 日本ハム   | 55    | 0     | 0     | 0     | 0        | 1     | 2     | 0        | 43          | .333  | 182   | 47.1     | 32       | 1           | 6        | 0     | 3        | 51       | 1     | 0        | 13    | 9        | 1.71     | 0.80    |
| 2020       | 日本ハム   | 50    | 0     | 0     | 0     | 0        | 2     | 1     | 8        | 21          | .667  | 197   | 48.1     | 34       | 4           | 22       | 2     | 4        | 53       | 1     | 0        | 12    | 11       | 2.05     | 1.16    |
| 2021       | 日本ハム   | 50    | 0     | 0     | 0     | 0        | 1     | 2     | 0        | 15          | .333  | 189   | 44.1     | 42       | 3           | 15       | 1     | 4        | 49       | 3     | 0        | 20    | 18       | 3.65     | 1.29    |
| 2022       | 日本ハム   | 24    | 0     | 0     | 0     | 0        | 0     | 3     | 1        | 7           | .000  | 91    | 20.2     | 20       | 1           | 11       | 1     | 1        | 14       | 1     | 0        | 13    | 13       | 5.66     | 1.50    |
| 2023       | 日本ハム   | 31    | 0     | 0     | 0     | 0        | 1     | 3     | 1        | 13          | .250  | 111   | 23.2     | 29       | 3           | 10       | 3     | 3        | 24       | 1     | 0        | 7     | 7        | 2.66     | 1.65    |
| 2024       | 日本ハム   | 30    | 0     | 0     | 0     | 0        | 0     | 1     | 0        | 19          | .000  | 105   | 25.2     | 18       | 2           | 10       | 2     | 0        | 24       | 2     | 0        | 10    | 6        | 2.10     | 1.09    |
| 通算：17年 | 通算：17年 | 869   | 0     | 0     | 0     | 0        | 37    | 41    | 13       | 412         | .474  | 3023  | 732.1    | 586      | 44          | 245      | 28    | 51       | 670      | 18    | 1        | 242   | 203      | 2.49     | 1.13    |

- 2024年度シーズン終了時
- 各年度の太字はリーグ最多、赤太字はNPBにおける歴代最高

### WBCでの投手成績
| 年 度 | 代 表 | 登 板 | 先 発 | 勝 利 | 敗 戦 | セ ｜ ブ | 打 者 | 投 球 回 | 被 安 打 | 被 本 塁 打 | 与 四 球 | 敬 遠 | 与 死 球 | 奪 三 振 | 暴 投 | ボ ｜ ク | 失 点 | 自 責 点 | 防 御 率 |
| ----- | ----- | ----- | ----- | ----- | ----- | -------- | ----- | -------- | -------- | ----------- | -------- | ----- | -------- | -------- | ----- | -------- | ----- | -------- | -------- |
| 2017  | 日本  | 4     | 0     | 0     | 0     | 0        | 10    | 2.0      | 3        | 0           | 1        | 0     | 0        | 4        | 0     | 0        | 0     | 0        | 0.00     |

### 年度別守備成績
| 年 度 | 球 団    | 投手  | 投手  | 投手  | 投手  | 投手  | 投手     |
| 年 度 | 球 団    | 試 合 | 刺 殺 | 補 殺 | 失 策 | 併 殺 | 守 備 率 |
| ----- | -------- | ----- | ----- | ----- | ----- | ----- | -------- |
| 2008  | 日本ハム | 50    | 2     | 10    | 1     | 0     | .923     |
| 2009  | 日本ハム | 58    | 3     | 6     | 0     | 1     | 1.000    |
| 2010  | 日本ハム | 61    | 3     | 10    | 0     | 2     | 1.000    |
| 2011  | 日本ハム | 61    | 6     | 6     | 0     | 0     | 1.000    |
| 2012  | 日本ハム | 66    | 1     | 12    | 1     | 0     | .929     |
| 2013  | 日本ハム | 57    | 3     | 10    | 0     | 0     | 1.000    |
| 2014  | 日本ハム | 62    | 4     | 16    | 1     | 0     | .952     |
| 2015  | 日本ハム | 50    | 7     | 12    | 0     | 0     | 1.000    |
| 2016  | 日本ハム | 58    | 3     | 6     | 0     | 0     | 1.000    |
| 2017  | 日本ハム | 51    | 2     | 15    | 0     | 0     | 1.000    |
| 2018  | 日本ハム | 55    | 1     | 8     | 1     | 0     | .900     |
| 2019  | 日本ハム | 55    | 2     | 10    | 0     | 0     | 1.000    |
| 2020  | 日本ハム | 50    | 2     | 6     | 0     | 0     | 1.000    |
| 2021  | 日本ハム | 50    | 1     | 8     | 0     | 1     | 1.000    |
| 2022  | 日本ハム | 24    | 2     | 3     | 0     | 0     | 1.000    |
| 2023  | 日本ハム | 31    | 0     | 5     | 0     | 0     | 1.000    |
| 2024  | 日本ハム | 30    | 2     | 5     | 0     | 0     | 1.000    |
| 通算  | 通算     | 869   | 44    | 148   | 4     | 4     | .983     |

- 2024年度シーズン終了時

### タイトル
- 最優秀中継ぎ投手：3回（2016年、2018年、2019年）

### 表彰
- ゴールデンスピリット賞：1回（2023年）

### 記録
初記録
投手記録
- 初登板：2008年3月25日、対埼玉西武ライオンズ1回戦（札幌ドーム）、8回表に2番手で救援登板、1回無失点[9]
- 初奪三振：同上、8回表に佐藤友亮から空振り三振
- 初ホールド：2008年4月4日、対オリックス・バファローズ1回戦（京セラドーム大阪）、7回裏二死に3番手で救援登板、1/3回無失点[11]
- 初勝利：2008年5月11日、対福岡ソフトバンクホークス8回戦（函館市千代台公園野球場）、7回表に2番手で救援登板、1回無失点[12]
- 初セーブ：2010年5月19日、対読売ジャイアンツ2回戦（札幌ドーム）、9回表に4番手で救援登板・完了、1回無失点[46]

打撃記録
- 初打席：2010年6月4日、対読売ジャイアンツ3回戦（東京ドーム）、8回表に山口鉄也から空振り三振[258]

節目の記録
- 100ホールドポイント：2012年8月17日、対千葉ロッテマリーンズ15回戦（札幌ドーム）、7回表に2番手で救援登板、1回無失点 ※史上17人目、5年目での到達はパ・リーグ最速[259]
- 100ホールド：2013年5月18日、対横浜DeNAベイスターズ2回戦（横浜スタジアム）、7回裏に2番手で救援登板、2/3回を無失点 ※史上12人目[260]
- 200ホールド：2016年5月14日、対埼玉西武ライオンズ10回戦（札幌ドーム）、7回表に3番手で救援登板、1回無失点 ※山口鉄也に次いで史上2人目、パ・リーグ史上初[261]
- 500試合登板：2016年7月27日、対埼玉西武ライオンズ16回戦（西武プリンスドーム）、8回表に3番手で救援登板、1回無失点 ※史上96人目[262]
- 250ホールド：2017年8月3日、対千葉ロッテマリーンズ16回戦（ZOZOマリンスタジアム）、6回裏に2番手で救援登板、1回無失点 ※山口鉄也に次いで史上2人目、パ・リーグ史上初[263]
- 600試合登板：2018年6月30日、対オリックス・バファローズ10回戦（札幌ドーム）、7回表一死に2番手で救援登板、2/3回を無失点 ※史上40人目、600試合連続救援登板は史上4人目、1球団所属かつ初登板から連続救援登板での達成は史上初[264]
- 300ホールド：2019年4月13日、対千葉ロッテマリーンズ2回戦（札幌ドーム）、7回表に3番手で救援登板、1回無失点 ※プロ野球史上初[240]
- 700試合登板：2020年7月29日、対オリックス・バファローズ8回戦（札幌ドーム）、8回表に4番手で救援登板、1回無失点 ※史上17人目[265]
- 350ホールド：2020年8月12日、対千葉ロッテマリーンズ8回戦（ZOZOマリンスタジアム）、8回裏に6番手で救援登板、1回無失点 ※史上初[266]
- 400ホールドポイント：2021年5月18日、対東北楽天ゴールデンイーグルス10回戦（楽天生命パーク宮城）、7回裏に5番手で救援登板、1回無失点 ※史上初[267]
- 800試合登板：2022年5月21日、対埼玉西武ライオンズ10回戦（札幌ドーム）、9回表に3番手で救援登板・完了、1回無失点 ※史上8人目[268]
- 400ホールド：2024年8月4日、対福岡ソフトバンクホークス16回戦（みずほPayPayドーム福岡）、8回裏に2番手で救援登板、2/3回を無失点 ※史上初[269]

その他の記録
- 14年連続50試合以上登板：2008年 - 2021年 ※プロ野球歴代2位、パ・リーグ記録、球団記録[270]
- 880試合連続救援登板 ※プロ野球最長記録[230]
- 通算412ホールド（2024年シーズン終了時点）※世界プロ野球記録
- 通算449ホールドポイント（2024年シーズン終了時点）※同記録
- オールスターゲーム出場：3回（2015年、2018年、2019年）

### 背番号
- 25（2008年[7] - ）

### 登場曲
- 「Sweet Song」LADY BiRD feat. ソンイ（2009年 - ）[271][272]
- 「CHA-LA HEAD-CHA-LA」影山ヒロノブ（2013年10月）[273]
- 「マイ フレンド」ZARD（2015年3月 - 8月）
- 「道化師のソネット」さだまさし（2021年10月26日）

### 代表歴
- 2017 ワールド・ベースボール・クラシック日本代表

## 関連情報

### 出演
- 宮西尚生のなんとかなるさ（STVラジオ）